# Henry Caicedo
Henry Caicedo (Cali, Colombia; 18 de julio de 1951-18 de enero de 2023) fue un futbolista colombiano que jugaba en la posición de defensa central y fue internacional con la selección de fútbol de Colombia.

## Selección nacional
Jugó para Colombia en 11 ocasiones de 1973 a 1977 sin anotar goles, participó en los Juegos Olímpicos de Múnich 1972 y en la Copa América 1975.

## Clubes
| Club                   | País     | Año       |
| ---------------------- | -------- | --------- |
| Deportivo Cali         | Colombia | 1969-1980 |
| Independiente Medellín | Colombia | 1980-1981 |

## Palmarés

### Títulos nacionales
| Título                | Club           | País     | Año  |
| --------------------- | -------------- | -------- | ---- |
| Campeonato colombiano | Deportivo Cali | Colombia | 1969 |
| Campeonato colombiano | Deportivo Cali | Colombia | 1970 |
| Campeonato colombiano | Deportivo Cali | Colombia | 1974 |